# Hangöby
Hangöby (-bý:) (finska: Hangonkylä) är en gammal stadsdel i Hangö stad i Finland. Den ligger i stadens norra del och husbilden präglas av småhus. Där finns inom den grundläggande utbildningen en finskspråkig skola, Hangonkylän koulu (åk 1–4) och en svenskspråkig skola, Hangöby skola (åk 1–3). Därtill finns där bland annat en livsmedelsaffär och ett fiskförädlingsföretag. Stadsdelen är känd för sin småbåtshamn (Hangöby hamn) som huvudsakligen används av lokalbefolkningen. 

## Hangöby hamn
I Hangöby hamn finns 650 båtplatser, varav 20 är gästbåtsplatser. Där finns även en fiskehamn. Faciliteter som finns i hamnen: obemannad sjöbensinstation, sugtömningsstation, el, färskvatten, café (fungerar som hamnkontor, minilivsaffär och fiskaffär), restaurang, wi-fi, cykeluthyrning, trailerramp, dusch och toalett. 